# Хвост Скорпиона
Астеризм «Хвост Скорпиона» или «Жало Скорпиона» имеет историческое название Гиртаб. В него включаются звёзды от Антареса (или даже от σ Скорпиона): то есть все созвездие без «клешней». Может усекаться до короткого хвостика произвольной длины: в арабской традиции до четырёх звёзд ι, κ, λ и ν Скорпиона. Гиртаб по-арабски обозначает «жало» или, по другим источникам, собственно, «скорпион»; такое же арабское имя носит κ Скорпиона.

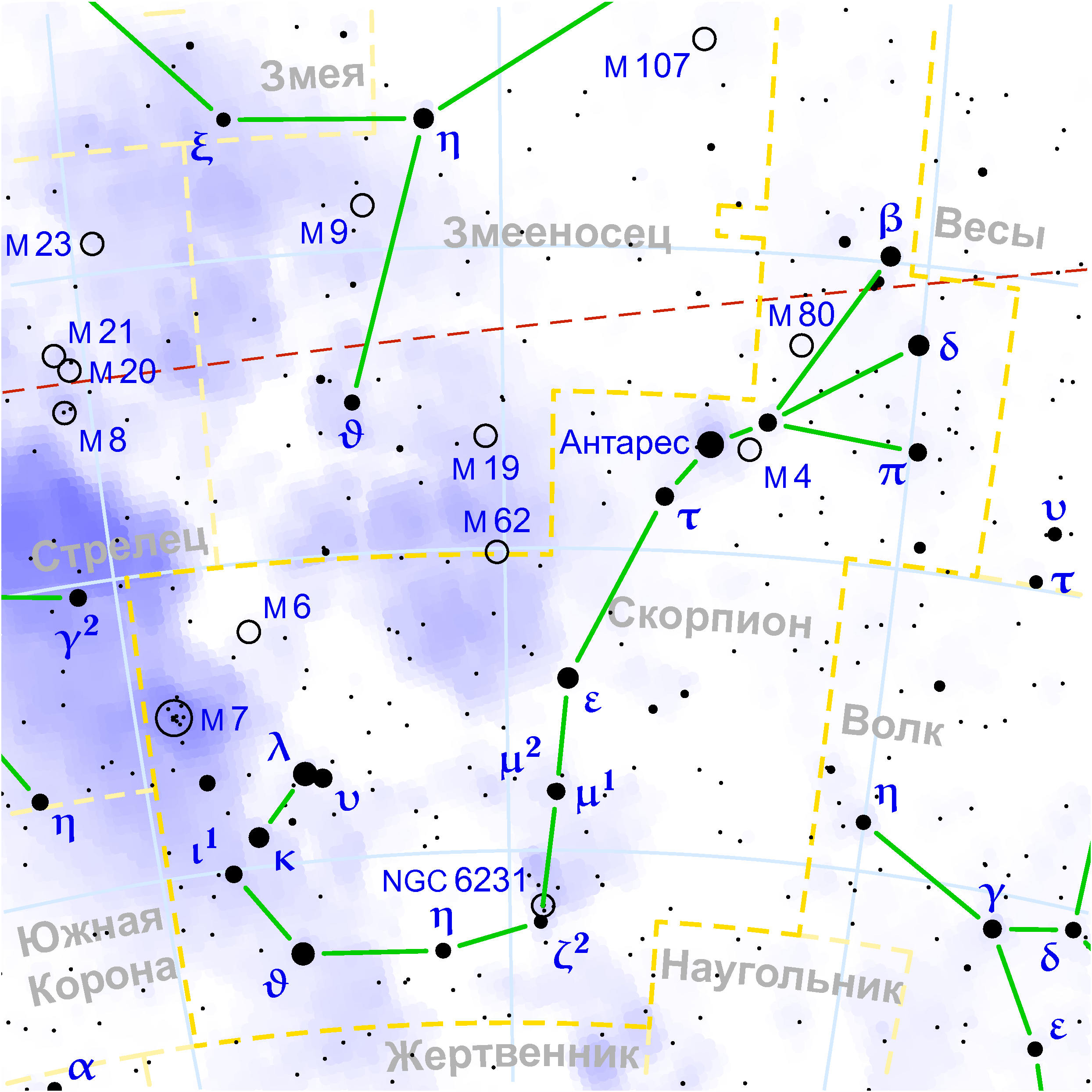
Созвездие скорпиона
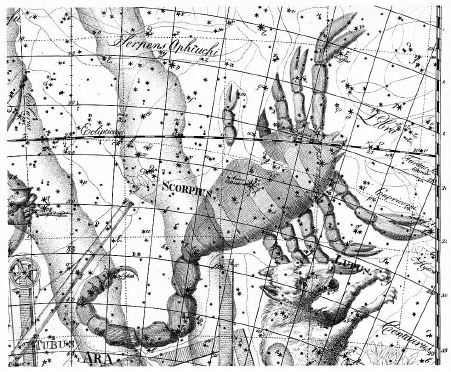
Созвездие Скорпиона в Уранографии.